# Șamil Basaev
Șamil Salmanovici Basaev (în rusă Шамиль Салманович Басаев; n. 14 ianuarie 1965, Dișne-Vedeno, RASS Ceceno-Ingușă, URSS – d. 10 iulie 2006, Ekajevo, RA Ingușeția, Federația Rusă) a fost un militant islamist cecen și lider al curentului separatist din Cecenia.
Începându-și activitatea militară din postura de comandant în Transcaucazia, Basaev a condus ani la rând campanii de gherilă împotriva trupelor Federației Ruse și a orchestrat masive luări de ostatici civili, cu scopul declarat al retragerii militarilor ruși din Cecenia. Începând din 2003, Basaev a decis să folosească pseudonimul de război și titlul de Emir Abdallah Șamil Abu-Idris. Între 1997 și 1998 el a ocupat funcția de vice prim-ministru al Ceceniei în guvernul președintelui Aslan Mashadov.
Basaev a fost considerat de unii liderul indiscutabil ai aripii radicale a insurgenței cecene. El este responsabil pentru numeroase atacuri de gherilă asupra forțelor de securitate din Cecenia și din vecinătatea acesteia, precum și pentru atacuri teroriste deliberate asupra civililor, cele mai cunoscute fiind atacul asupra școlii din Beslan, localitate din Osetia de Nord, care a dus la moartea a peste 385 de oameni, majoritatea copii, și criza ostaticilor de la teatrul moscovit Dubrovka, din 2002. ABC News l-a descris drept „unul din cei mai căutați teroriști din lume”.
Basaev a fost ucis de o explozie, pe 10 iulie 2006. Responsabilitatea pentru moartea sa este încă subiect de controverse. FSB susține că serviciul federal l-a asasinat, cecenii susțin că a murit din cauza unei explozii accidentale, iar americanii cred că a fost ucis de un grup insurgent rival.

## Prima parte a vieții
Șamil Basaev s-a născut în satul Dișne-Vedeno, lângă Vedeno, în sud-estul Ceceniei, din părinți care făceau parte din clanul (teipul) Benoi. Conform lui Ghenadi Troșev, Basaev ar fi avut strămoși îndepărtați de origine rusă. Basaev a primit numele lui Imam Șamil, al treilea imam al Daghestanului și Ceceniei și ultimul conducător al forțelor anti-ruse avaro-cecene în Războiul Caucazului.
Se pare că familia lui Basaev are un lung istoric de implicare în mișcarea de rezistență cecenă împotriva Rusiei. Bunicul său a luat parte la încercarea nereușită de a crea un Emirat independent al Caucazului de Nord după Revoluția Rusă din 1917. Familia Basaev, împreună cu majoritatea populației cecene, a fost deportată în Kazahstan în timpul celui de-al Doilea Război Mondial, la ordinul comandantului NKVD Lavrenti Beria, ca măsură de a tăia orice sprijin pentru insurgența cecenă. Cecenilor li s-a permis să se întoarcă doar după ce ordinul de deportare a fost abrogat de Nikita Hrușciov, în 1957.
Basaev, un avid jucător de fotbal, a absolvit școala din Dișne-Vedeno în 1982, la vârsta de 17 ani, și a petrecut următorii doi ani efectuându-și serviciul militar obligatoriu în armata sovietică, la o unitate de pompieri (cecenii erau în general ținuți departe de unitățile de luptă). În următorii patru ani a lucrat la ferma de stat „Aksaiski” din Volgograd, regiune din sudul Rusiei, apoi s-a mutat la Moscova.
Basaev a încercat să se înscrie la Facultatea de Drept a Universității de Stat din Moscova, dar n-a reușit, și a intrat în schimb la Institutul de Îmbunătățiri Funciare din Moscova, în 1987. Cu toate acestea, în 1988 a fost exmatriculat din cauza notelor proaste. Ulterior a lucrat în Moscova ca vânzător de calculatoare, în parteneriat cu un om de afaceri cecen domiciliat în oraș, Supian Taramov. În mod ironic, cei doi au sfârșit apoi în tabere adverse în războaiele cecene, în timpul cărora Taramov a ajuns comandantul unei miliții cecene pro-ruse. În interviuri ulterioare, Taramov a afirmat că l-a angajat pe Basaev ca o favoare pentru un prieten de familie, că acesta era un angajat ineficient care-și petrecea nopțile jucând jocuri video, că dormea ziua și avea o obsesie legată de Che Guevara.

## Începutul activităților militante
Când un grup de membri conservatori ai conducerii sovietice a încercat să orchestreze o lovitură de stat, în august 1991, Basaev a susținut că s-a alăturat sprijinitorilor viitorului președinte al Rusiei, Boris Elțîn, pe baricadele din jurul Casei Albe din centrul Moscovei, înarmat cu grenade.
Câteva luni mai târziu, în noiembrie 1991, liderul naționalist cecen Djohar Dudaev a declarat unilateral independența Ceceniei față de nou-formata Federație Rusă. Drept răspuns, Elțîn a decretat starea de urgență și a ordonat trimiterea trupelor la granița cu Cecenia. Din acest moment Basaev se alătură luptei pentru independență și, în încercarea de a atrage atenția opiniei publice internaționale asupra crizei, își începe lunga și notoria carieră de insurgent folosind o metodă care îi va deveni familiară: terorismul. Împreună cu șeful grupului, Said-Ali Satuev, Basaev și Lom-Ali Ceaceaev deturnează, pe 9 noiembrie 1991, un avion Aeroflot Tu-154 care zbura de la Mineralnîe Vodî, în Rusia, către Ankara, amenințând să arunce în aer aeronava și pe toți cei aflați la bord dacă starea de urgență din Cecenia nu e imediat ridicată. Deturnarea s-a rezolvat în mod pașnic în Turcia, celor trei permițându-le să se întoarcă în Cecenia în schimbul celor 170 de persoane de la bordul avionului.
Basaev și alte câteva sute de ceceni au fost acuzați că s-au antrenat în tabere ale Al-Qaida din Afganistan sau Pakistan.  Expertul internațional în terorism Rohan Gunaratna a afirmat că Basaev, la fel ca și alți lideri ai insurgenței precum Ibn al-Khattab și Abu al-Walid, a avut legături strânse cu Osama bin Laden și că, în schimb, a înființat tabere teroriste în Cecenia.  Totuși Rohan nu a reușit până acum să aducă nicio dovadă concretă în sprijinul afirmațiilor sale și a mai fost acuzat în trecut că sugerează legături între diverse persoane și Al-Qaida fără să aibă o expertiză reală în domeniu.

## Războiul din Nagorno-Karabah
Conform unor surse, Basaev s-a mutat în Azerbaidjan în 1992, unde a luptat de partea forțelor  azere în războiul lor împotriva rebelilor armeni din enclava Nagorno-Karabah. Se spune că a acolo condus un contingent cecen de mărimea unui batalion. Conform colonelului Azer Rustamov, în 1992 „sute de voluntari ceceni, conduși de Șamil Basaev și Salman Raduev, ne-au oferit un ajutor neprețuit în aceste lupte”. Basaev ar fi fost chiar unul dintre ultimii luptători care au părăsit orașul Șușa înaintea căderii acestuia în mâinile armenilor, pe 9 mai 1992. Basaev a declarat ulterior că, în toată cariera sa insurgent, el și batalionul său au pierdut o singură dată, iar acea înfrângere a avut loc în Karabah, în luptele împotriva trupelor Dașnak”. Ulterior a afirmat că și-a retras mujahedinii din război deoarece acesta părea mai degrabă unul naționalist decât unul pentru jihad. În timpul conflictului, Basaev a fost prezentat pentru prima dată militantului pan-islamist Ibn al-Khattab.

## Războiul din Abhazia (1992-1993)
Spre sfârșitul anului 1992, Basaev s-a mutat în Abhazia, o regiune separatistă a Georgiei, pentru a sprijini mișcarea rebelă locală împotriva încercărilor guvernului georgian de a recâștiga controlul asupra teritoriului — un conflict în care, în final, o minoritate de 93.000 de abhazi a reușit să purifice etnic majoritatea georgiană (numărând în jur de 250.000 de persoane). Basaev a devenit comandantul șef al forțelor Confederației Popoarelor Muntene din Caucaz (KNK - o unitate de voluntari naționaliști pan-caucazieni compusă în special din ceceni și alți musulmani din Caucaz). Implicarea lor a fost crucială în Războiul din Abhazia și, în octombrie 1993, guvernul georgian a suferit o înfrângere militară decisivă, în urma căreia cea mai mare parte a populației georgiene din regiune a fost îndepărtată prin purificări etnice.
Au existat zvonuri că voluntarii pan-caucazieni au fost antrenați și echipați de unele cercuri din serviciul de informații al armatei ruse, GRU. Conform jurnalistului Patrick Cockburn de la ziarul britanic The Independent, „cooperarea între domnul Basaev și armata rusă nu este atât de surprinzătoare pe cât sună. Se consideră în general că, în 1992–93, a primit asistență de la GRU când el și fratele lui, Șirvani, au luptat în Abhazia, o regiune separatistă a Georgiei. Cu toate acestea, nu au fost oferite niciun fel de dovezi în acest sens.”
Oficiosul pro-guvernamental Rosiiskaia Gazeta relata că Basaev era agent al GRU, iar un alt articol al jurnalistului Boris Kagarlițki susținea că „este de menționat, de exemplu, că Șamil Basaev și fratele său Șirvani sunt vechi agenți GRU, și că toate activitățile sunt coordonate nu cu islamiștii radicali, ci cu generalii care lucrează în birourile contrainformațiilor militare. Toate detaliile atacurilor detașamentelor lui Basaev se pare că au fost puse la punct în vara anului 1999, într-o vilă din sudul Franței, cu participarea lui Basaev și a șefului administrației prezidențiale, Aleksandr Voloșin. Mai mult, se presupune că materialele explozive folosite nu au fost aduse din bazele secrete din Cecenia, ci din depozitele GRU de lângă Moscova.”
Ziarul rusesc Novaia Gazeta a susținut că frații Basaev „fuseseră amândoi recrutați ca agenți ai Direcției Generale de Informații a Statului Major General (GRU), în 1991-1992”. Ziarul „Versia” a publicat dosarele GRU ale lui Basaev și fratelui său, care dovedeau că „ambii teroriști ceceni erau considerați agenți regulați ai organizației militare de informații”.
Forțele speciale ruse s-au alăturat caucazienilor conduși de Basaev ca să atace Georgia. Un agent GRU, Anton Surikov, ar fi avut contacte intense cu Basaev. Serviciile de informații militare rusești i-au ordonat lui Basaev să-i sprijine pe abhazi.
Basaev a primit instrucție militară din partea GRU, deoarece abhazii erau susținuți de Rusia. Și alți ceceni au fost instruiți în tactici de luptă; mulți dintre cecenii care au luptat pentru ruși în Abhazia, împotriva Georgiei, luptaseră de partea Azerbaidjanului în Nagorno-Karabah.
Rușii i-au permis lui Basaev să călătorească între Rusia și Suhumi pentru a-i înfrunta pe georgieni.

### Crime de război
Paul J. Murphy:
„Serviciile rusești de informații militare au închis ochii la mandatul de arestare emis în 1991, pe motiv de terorism, împotriva lui Basaev, antrenându-l pe el și detașamentul lui în Abhazia, iar rușii chiar au ajutat în mod direct operațiunile militare ale lui Basaev. La mult timp după război, Basaev a lăudat profesionalismul și curajul instructorilor săi ruși din Abhazia — laudă care i-a determinat ulterior pe inamicii săi din Groznîi, inclusiv pe președintele Mashadov, să-l numească „vechi agent GRU””
În 1993, trupele KNK conduse de Basaev au săvârșit crime de război în Georgia, decapitând civili georgieni, iar „unii dintre învingători chiar au jucat fotbal cu capetele prizonierilor lor”. „Basaev însuși a decapitat zeci de ostatici georgieni, majoritatea civili, pe stadionul din Suhumi.”
Basaev a fost dirijat de agenți GRU, iar el a lăudat „profesionalismul” și „curajul” lucrătorilor GRU în timpul războiului cu georgienii. Rușii au ignorat atrocitățile comise de Basaev și i-au permis să le comită fără teama de represalii.
Fostul oficial american pe probleme de contraterorism Paul J. Murphy scria că „o sută de soldați georgieni au fost adunați pe stadionul central din Gagra, unde au fost decapitați, iar capetele lor au fost folosite ca mingi într-un meci de fotbal”. Se zvonește că Basaev chiar a băut sângele unor militari georgieni și că a „inventat o nouă formă execuție, <<limba cecenă>> în care limba victimei era scoasă afară printr-o tăietură în gât”.

## După Abhazia
Există puține informații credibile despre viața lui Basaev după războiul din Georgia. Unele surse indică faptul că după Abhazia, Basaev s-a mutat în Cecenia și a devenit un întreprinzător de succes în mafia cecenă, organizând jefuiri de trenuri și rețele de droguri. Surse pro-cecene au susținut că astfel de afirmații privind activitățile criminale ale lui Basaev ar fi fost răspândite de FSB și că sunt cu desăvârșire false. Conform lui Basaev însuși, milioanele de dolari i-ar fi fost donate de oameni de afaceri din diaspora cecenă care au dorit să rămână anonimi.

## Rolul lui Basaev în Primul Război Cecen
1994–1995
Primul Război Cecen a început când forțele rusești au invadat Cecenia, pe 11 decembrie 1994, pentru a răsturna guvernul lui Djohar Dudaev. La izbucnirea războiului, Dudaev l-a numit pe Basaev unul din comandanții de pe linia frontului. Basaev a jucat un rol activ în rezistență, comandându-și cu succes „batalionul abhaz”. Unitatea lui a provocat pierderi grele trupelor rusești în asediul orașului Groznîi, capitala cecenă care a rezistat din decembrie 1994 și până în februarie 1995. Oamenii lui Basaev au fost printre ultimii rebeli care au părăsit orașul.
1995
După capturarea capitalei Groznîi, situația s-a schimbat în favoarea trupelor rusești și, începând din aprilie, forțele cecene au fost împinse către munți, cu majoritatea efectelor distruse. „Batalionul abhaz” al lui Basaev a suferit mari pierderi, în special în timpul luptelor de lângă Vedeno, din mai 1995. Numărul luptătorilor lui a scăzut sub 200 de oameni, iar situația muniției și proviziilor a devenit aproape critică.
La acea vreme, Basaev a suferit și o tragedie personală. Pe 3 iunie 1995, în timpul unui bombardament aerian asupra satului Dișne-Vedeno, două bombe au căzut pe casa unchiului lui Basaev, iar acesta a fost ucis, împreună cu patru femei și șase copii. Copilul și soția lui Basaev se aflau printre cei morți, precum și sora lui, Zinaida. Doisprezece membri ai familiei sale au fost răniți în atac. Unul din frații săi a fost și el ucis în luptele de lângă Vedeno.
În încercarea de a opri avansul armatei ruse, unele unități cecene au recurs la o serie de atacuri îndreptate în mod direct împotriva civililor din afara Ceceniei. Basaev a condus cel mai faimos dintre aceste atacuri, cunoscut drept criza ostaticilor din spitalul din Budionovsk, pe 14 iunie 1995, la mai puțin de două săptămâni după ce și-a pierdut familia în bombardamentele aeriene. O grupare numeroasă a lui Basaev a ocupat spitalul din Budionovsk, în sudul Rusiei, luându-i ostatici mai multe zile pe cei 1.600 de oameni aflați înăuntru. Cel puțin 129 de civili au murit și 415 au fost răniți în timpul crizei, datorită faptului că trupele speciale ruse au încercat să elibereze ostaticii prin forță. Deși Basaev a eșuat în principala sa revendicare, retragerea trupelor rusești din Cecenia, el a reușit totuși să negocieze oprirea temporară a avansului rus și inițierea unor convorbiri de pace cu guvernul federal, ceea ce a permis rezistenței cecene să se regrupeze și să se refacă. Basaev și luptătorii săi s-au întors apoi în Cecenia la adăpostul unor scuturi umane alcătuite din ostatici.
Interesul arătat de mass-media crizei ostaticilor precum și retragerea sa în siguranță l-au propulsat pe Basaev în atenția internațională.
Pe 23 noiembrie, Basaev a anunțat la televiziunea rusă NTV că patru valize cu material radioactiv au fost ascunse în jurul Moscovei. Echipele rusești pentru situații de urgență au răscolit orașul cu detectoare de radiații Geiger, localizând câteva canistre cu cesiu care fuseseră furate de la spitalul din Budionovsk de către militanții ceceni. Incidentul a fost denumit „cea mai importantă folosire de material radiologic la nivel sub-statal”.
1996
În 1996, Basaev fusese deja promovat la rangul de general și comandant al Forțelor Armate Cecene. În iulie 1996, el a fost implicat în uciderea liderului cecen rebel Ruslan Labazanov.
În august 1996, Basaev a condus o operațiune reușită în timpul recapturării capitalei Groznîi, învingând garnizoana rusă a orașului. Guvernul lui Elțîn s-a decis în sfârșit să pună capăt războiului, numindu-l pe fostul general al Războiului din Afganistan Aleksandr Lebed ca negociator. Un acord de pace a fost încheiat între ceceni și ruși, în urma căruia cecenii și-au câștigat independența de facto față de Rusia.

## Perioada dintre războaie
Basaev s-a retras din funcția militară în decembrie 1996, pentru a candida la al doilea scrutin prezidențial monitorizat internațional din Cecenia (și singurul până acum din Republica Cecenă Ichkeria). Basaev a ieșit pe locul doi, în urma lui Aslan Mashadov, obținând 23,5% din voturi. Se pare că Basaev a considerat înfrângerea foarte dureroasă.
La începutul lui 1997, el a fost numit viceprim-ministru al Ceceniei de către Mashadov. În ianuarie 1998, a devenit șeful guvernului cecen pe o perioadă de șase luni, după care a demisionat. Numirea lui Basaev a fost simbolică, deoarece a avut loc în ajunul celebrării a 200 de ani de la nașterea lui Imam Șamil, cel cu numele căruia a fost botezat și Basaev. În timpul mandatului său, Șamil Basaev a redus numărul departamentelor administrative ale guvernului și a desființat câteva ministere. Totuși, colectarea taxelor și rezervele Băncii Naționale a Ceceniei au scăzut, iar furtul de carburanți a crescut îngrijorător.
Mashadov a lucrat alături de Basaev până în 1998, când Basaev a pus la punct o rețea de ofițeri care au devenit curând șefi de clanuri militare rivale. În timp ce Cecenia se afunda în haos, reputația lui Basaev a început să se prăbușească pe măsură ce el și alții din jurul lui erau acuzați de corupție și implicare în răpiri; de asemenea, alianța sa cu jihadistul arab Ibn al-Khattab i-a nemulțumit pe mulți ceceni. La începutul lui 1998, Basaev a devenit principalul oponent politic al președintelui cecen care, în opinia lui, „împingea republica înapoi, către Federația Rusă”. Pe 31 martie 1998, Basaev a îndemnat la încetarea dialogului cu Rusia; pe 7 iulie 1998, el a trimis o scrisoare de demisie din funcția de prim-ministru al Ceceniei.
În acești ani, Șamil Basaev a scris Cartea Mujahedinului, un manual de gherilă islamică.

## Invazia din Daghestan
În decembrie 1997, după ce partidul Națiunea Islamică al lui Movladi Udugov a făcut apel ca Cecenia să anexeze teritorii din Daghestanul vecin, Basaev a promis să „elibereze” Daghestanul din situația lui de „colonie rusească”.
În cartea „Moartea unui dizident: Otrăvirea lui Alexandr Litvinenko și întoarcerea KGB ”, criticul Kremlinului Boris Berezovski susține că a avut o conversație cu liderul islamist cecen Movladi Udugov în 1999, cu șase luni înaintea începerii invaziei din Daghestan.

## Cartea Mujahedinului
După Primul Război Cecen, Basaev a scris o carte intitulată Cartea Mujahedinului. Conform introducerii, în martie 2003 Basaev a obținut un exemplar al Manualului Războinicului luminii de Paulo Coelho. El a dorit să tragă foloase pentru mujahedini din această carte și a decis „să rescrie cea mai mare parte a ei, să îndepărteze unele excese și să o completeze cu versete (ayaturi), hadithuri și povestiri din viețile discipolilor”. Unele capitole se referă la ambuscade, tactici militare etc.